# De l'Allemagne, de la France
De l'Allemagne, de la France est un essai écrit par le président François Mitterrand, son dernier ouvrage, paru à titre posthume.

## Présentation
Dans cet ouvrage paru en avril 1996 et qu'il écrivit en majeure partie lors de son dernier séjour en Égypte, François Mitterrand se propose de faire le point sur les relations franco-allemandes, confirmant ainsi l'intérêt qu'il a toujours montré d'un rapprochement durable entre ces deux peuples, pivots selon lui de la construction européenne et de son évolution.
« Ce texte, écrit son éditrice Odile Jacob dans la préface, témoigne de l'heureuse rencontre, marqué au sceau de l'effort et de la volonté, entre la littérature et l'action, les deux passions de sa vie. De l'Allemagne, de la France éclaire tout particulièrement sa contribution à la réconciliation entre les deux pays.»